# Morti il 12 maggio
| Questa pagina contiene informazioni ricavate automaticamente dalle voci biografiche con l'ausilio del template Bio e di un bot. L'aggiornamento è periodico e automatico e ricostruisce completamente la pagina. Se manca una persona in questa lista, sei pregato di non aggiungerla, ma accertati piuttosto che la sua voce biografica contenga il template Bio e che i dati anagrafici siano correttamente compilati. Se il template Bio manca, inseriscilo tu stesso o, in alternativa, metti l'avviso {{tmp\|Bio}} che ne segnala la mancanza. Se i dati riportati sono sbagliati, correggi direttamente la voce biografica; le modifiche saranno visibili in questa lista entro pochi giorni. Per chiarimenti vedi il progetto biografie. La lista contiene solo le 476 persone che sono citate nell'enciclopedia e per le quali è stato implementato correttamente il template Bio. Pagina aggiornata al 17 ago 2025. |

## II secolo(1)
- 103 - Filippo di Agira, presbitero romano (n. 40)

## IV secolo(1)
- 304 - San Pancrazio, santo romano (n. 289)

## VIII secolo(1)
- 705 - Abd al-Aziz ibn Marwan, politico arabo (n. 649)

## IX secolo(2)
- 805 - Etelardo, vescovo e arcivescovo anglosassone
- 886 - Ugo l'Abate, arcivescovo franco

## X secolo(1)
- 940 - Eutichio di Alessandria, arcivescovo egiziano (n. 877)

## XI secolo(4)
- 1003 - Papa Silvestro II, papa, arcivescovo e abate francese
- 1012 - Papa Sergio IV, papa, cardinale e vescovo italiano
- 1060 - Matilde di Franconia, nobile tedesca
- 1090 - Liutpoldo di Carinzia, nobile tedesco

## XII secolo(3)
- 1109 - Domenico della Calzada, santo spagnolo
- 1160 - Ottone III di Olomouc, duca
- 1182 - Valdemaro I di Danimarca, re danese (n. 1131)

## XIII secolo(2)
- 1277 - Rodolfo III di Tubinga, nobile tedesco
- 1293 - Enrico IV di Kuenring-Weitra, nobile austriaco

## XIV secolo(1)
- 1333 - Imelda Lambertini, religiosa italiana (n. 1320)

## XV secolo(7)
- 1420 - Elisabetta Granowska, regina polacca
- 1450 - William de la Pole, I duca di Suffolk, nobile (n. 1396)
- 1465 - Tommaso Paleologo, bizantino (n. 1409)
- 1466 - Giambattista Pallavicino, vescovo cattolico e letterato italiano
- 1472 - Carlo di Valois, nobile francese (n. 1446)
- 1490 - Giovanna d'Aviz, principessa portoghese (n. 1452)
- 1499 - Alamanno Rinuccini, umanista italiano (n. 1426)

## XVI secolo(9)
- 1504 - Febo Gonzaga, militare italiano
- 1519 - Shimazu Tadataka, militare giapponese (n. 1497)
- 1525 - Anna di Meclemburgo-Schwerin, contessa (n. 1485)
- 1529 - Cecily Bonville, VII baronessa Harington, nobile inglese (n. 1460)
- 1536 - Ercole Gonzaga di Novellara, nobile italiano
- 1539 - Domenico Aimo, scultore italiano
- 1594 - Remi Drieux, vescovo cattolico fiammingo (n. 1519)
- 1598 - Juan López de Velasco, storico e cosmografo spagnolo (n. 1530)
- 1599 - Murad Mirza, principe indiano (n. 1570)

## XVII secolo(14)
- 1601 - Anna III di Stolberg, religiosa tedesca (n. 1565)
- 1634 - George Chapman, drammaturgo, traduttore e poeta inglese (n. 1559)
- 1641 - Thomas Wentworth, I conte di Strafford, politico inglese (n. 1593)
- 1670 - Scipione Gonzaga, condottiero e diplomatico italiano (n. 1595)
- 1672 - Ginevra Cantofoli, pittrice italiana
- 1675 - Tommaso Orsolino, scultore italiano (n. 1587)
- 1679 - Dietrich Becker, violinista e organista tedesco (n. 1613)
- 1681 - Johan Baazius il Giovane, arcivescovo luterano svedese (n. 1626)
- 1682 - Michelangelo Ricci, cardinale e matematico italiano (n. 1619)
- 1683 - Bernardino Gentili il Vecchio, ceramista italiano (n. 1635)
- 1684 - Edme Mariotte, fisico e presbitero francese (n. 1620)
- 1694 - Nicolaas Marten Fierlants, pittore olandese (n. 1621)
- 1699 - Lucas Achtschellinck, pittore fiammingo (n. 1626)
- 1700 - John Dryden, poeta, drammaturgo e critico letterario inglese (n. 1631)

## XVIII secolo(14)
- 1704 - Carlo Tommaso di Lorena, generale austriaco (n. 1670)
- 1708 - Adolfo Federico II di Meclemburgo-Strelitz, nobile (n. 1658)
- 1723 - Johannes Voorhout, pittore olandese (n. 1647)
- 1738 - Carlo III Guglielmo di Baden-Durlach, nobile (n. 1679)
- 1741 - Girolamo Bonoli, religioso, storico e scrittore italiano (n. 1656)
- 1742 - Francesco Maurizio Gonteri, arcivescovo cattolico e politico italiano (n. 1659)
- 1759 - Lambert-Sigisbert Adam, scultore francese (n. 1700)
- 1774 - Giuseppe Antonio Luchi, pittore italiano (n. 1709)
- 1775 - Federica di Sassonia-Gotha-Altenburg, principessa tedesca (n. 1715)
- 1776 - Joaquín Atanasio Pignatelli de Aragón y Moncayo, diplomatico spagnolo (n. 1724)
- 1784 - Abraham Trembley, naturalista e zoologo svizzero (n. 1710)
- 1788 - Luigi Ernesto di Brunswick-Lüneburg (n. 1718)
- 1792 - Charles Simon Favart, compositore e poeta francese (n. 1710)
- 1796 - Johann Peter Uz, poeta tedesco (n. 1720)

## XIX secolo(60)
- 1801 - Nikolaj Vasil'evič Repnin, politico e generale russo (n. 1734)
- 1803 - Karl von Eckartshausen, filosofo tedesco (n. 1752)
- 1805 - Ferdinand von Hompesch zu Bolheim, tedesco (n. 1744)
- 1806 - Giovanni Battista Gallicciolli, filologo, ebraista e storico italiano (n. 1733)
- 1806 - Wenzel Aloys Stütz, scrittore e medico tedesco (n. 1772)
- 1823 - Youhanna Boutros Helou, patriarca cattolico libanese
- 1825 - Stanislao Mattei, francescano e compositore italiano (n. 1750)
- 1829 - Francesco Guadagnino, pittore italiano (n. 1755)
- 1829 - Luigi Tadini, collezionista d'arte e viaggiatore italiano (n. 1745)
- 1831 - Louis Marie Aubert Du Petit-Thouars, botanico francese (n. 1758)
- 1833 - Philippe-Auguste Hennequin, pittore francese (n. 1762)
- 1842 - Fortunato Federici, filologo e bibliotecario italiano (n. 1778)
- 1843 - Charlotte von Kalb, scrittrice tedesca (n. 1761)
- 1845 - János Batsányi, poeta ungherese (n. 1763)
- 1845 - August Wilhelm von Schlegel, scrittore, traduttore e critico letterario tedesco (n. 1767)
- 1846 - Candida Lena Perpenti, scienziata, botanica e biologa italiana (n. 1764)
- 1847 - Girolamo Napoleone Carlo Bonaparte, militare tedesco (n. 1814)
- 1848 - Alexander Baring, I barone Ashburton, politico e diplomatico britannico (n. 1774)
- 1848 - Miguel Barreiro, politico uruguaiano (n. 1789)
- 1848 - Alessandro Guidotti, patriota e generale italiano (n. 1790)
- 1850 - Heinrich August Pierer, enciclopedista, lessicografo e editore tedesco (n. 1794)
- 1853 - Walter Raleigh Gilbert, I baronetto, militare britannico (n. 1785)
- 1854 - Luigi Lambruschini, cardinale, arcivescovo cattolico e politico italiano (n. 1776)
- 1855 - Jakob Schlesinger, pittore e restauratore tedesco (n. 1792)
- 1856 - Jacques Philippe Marie Binet, matematico e astronomo francese (n. 1786)
- 1856 - Ernst Gottlieb von Steudel, botanico e medico tedesco (n. 1783)
- 1856 - Alberto Trigona Joppolo, nobile, politico e militare italiano (n. 1792)
- 1858 - Casacca-di-Ferro, condottiero nativo americano
- 1858 - Gabriel Fabre, generale, politico e nobile francese (n. 1774)
- 1859 - Sergej Timofeevič Aksakov, scrittore russo (n. 1791)
- 1860 - Charles Barry, architetto inglese (n. 1795)
- 1860 - Cherubino Cornienti, pittore italiano (n. 1816)
- 1863 - Radama II, re malgascio (n. 1829)
- 1864 - James Ewell Brown Stuart, generale statunitense (n. 1833)
- 1870 - Richard Curzon-Howe, I conte Howe, nobile inglese (n. 1796)
- 1870 - Gaetano De Castillia, politico italiano (n. 1794)
- 1870 - Benedikt Waldeck, politico tedesco (n. 1802)
- 1871 - Anselme Payen, chimico francese (n. 1795)
- 1874 - Domenico Cipolletti, matematico italiano (n. 1840)
- 1876 - Louis-Auguste Bisson, fotografo francese (n. 1814)
- 1877 - Giuseppe Badoni, imprenditore italiano (n. 1807)
- 1878 - Catharine Beecher, educatrice statunitense (n. 1800)
- 1878 - Nikolaj Kozlovskij, architetto russo (n. 1791)
- 1879 - Ludwig Angerer, fotografo austriaco (n. 1827)
- 1881 - Giovanni Tomasoni, politico italiano (n. 1821)
- 1882 - Gabriele Smargiassi, pittore italiano (n. 1798)
- 1882 - Stefano Tedeschi Oddo, patriota e medico italiano (n. 1836)
- 1884 - Bedřich Smetana, compositore ceco (n. 1824)
- 1887 - Francesco Malipiero, compositore italiano (n. 1824)
- 1891 - Louisa Anne Stuart, pittrice inglese (n. 1818)
- 1893 - Giorgio Vittorio di Waldeck e Pyrmont, nobile tedesco (n. 1831)
- 1894 - Ekaterina Michajlovna Romanova, russa (n. 1827)
- 1897 - Minna Canth, scrittrice finlandese (n. 1844)
- 1897 - Willem Roelofs, pittore, entomologo e litografo olandese (n. 1822)
- 1897 - Ed Schieffelin, esploratore e minatore statunitense (n. 1847)
- 1898 - Francesco Bettoni Cazzago, politico, saggista e romanziere italiano (n. 1835)
- 1898 - Giuseppe Ghedina, pittore italiano (n. 1825)
- 1899 - Henry Becque, drammaturgo francese (n. 1837)
- 1899 - Roswell P. Flower, politico statunitense (n. 1835)
- 1900 - Attilio Luzzatto, giornalista e politico italiano (n. 1850)

## XX secolo(228)
- 1902 - Maria Elizabeth Zakrzewska, medica tedesca (n. 1829)
- 1903 - Hans Watzek, fotografo austriaco (n. 1848)
- 1904 - Isabella Eugénie Boyer, modella francese (n. 1841)
- 1904 - Gabriel Tarde, criminologo, sociologo e filosofo francese (n. 1843)
- 1906 - Karl Ludwig Fugger von Babenhausen, principe e generale tedesco (n. 1829)
- 1906 - Maria Anna di Anhalt, nobile tedesca (n. 1837)
- 1906 - Girolamo Vigni, fantino italiano (n. 1878)
- 1907 - Carlo Ferrario, scenografo, pittore e architetto italiano (n. 1833)
- 1907 - Joris-Karl Huysmans, scrittore, poeta e giornalista francese (n. 1848)
- 1908 - Melesio Morales, compositore e direttore d'orchestra messicano (n. 1838)
- 1909 - Bertha Townsend, tennista statunitense (n. 1869)
- 1910 - William Huggins, astronomo inglese (n. 1824)
- 1910 - Edoardo Masdea, politico e generale italiano (n. 1849)
- 1912 - Henri Peslier, pallanuotista e nuotatore francese (n. 1880)
- 1913 - Susan Huntington Gilbert Dickinson, poetessa statunitense (n. 1830)
- 1913 - Friedrich Huch, scrittore tedesco (n. 1873)
- 1913 - Enriqueta Martí, serial killer spagnola (n. 1868)
- 1914 - Luigi Canepa, compositore e patriota italiano (n. 1849)
- 1914 - Eugenio Montero Ríos, politico spagnolo (n. 1832)
- 1914 - Konstandìnos Sàthas, bizantinista greco (n. 1842)
- 1915 - Heinrich Fritsch, ginecologo tedesco (n. 1844)
- 1915 - Grazia Pierantoni Mancini, poetessa e scrittrice italiana (n. 1841)
- 1916 - James Connolly, sindacalista, rivoluzionario e patriota irlandese (n. 1868)
- 1916 - Seán Mac Diarmada, rivoluzionario irlandese (n. 1883)
- 1917 - Roberto Barracco, politico italiano (n. 1836)
- 1917 - Luke Dillon, IV barone Clonbrock, imprenditore britannico (n. 1834)
- 1918 - Ottokar Chiari, medico austro-ungarico (n. 1853)
- 1918 - Vasilij Vasil'evič Radlov, storico russo (n. 1837)
- 1919 - Clive Wilson Warman, militare e aviatore statunitense (n. 1896)
- 1920 - Georges Petit, gallerista francese (n. 1856)
- 1921 - Emilia Pardo Bazán, scrittrice, giornalista e saggista spagnola (n. 1851)
- 1921 - Rudolf Stöger-Steiner von Steinstätten, generale austriaco (n. 1861)
- 1922 - Alexandru Bogdan-Pitești, poeta, saggista e critico letterario rumeno (n. 1870)
- 1925 - Léonce Bénédite, critico d'arte francese (n. 1859)
- 1925 - Nestor Aleksandrovič Kotljarevskij, storico della letteratura e letterato russo (n. 1863)
- 1925 - Amy Lowell, poetessa statunitense (n. 1874)
- 1925 - Charles Mangin, generale francese (n. 1866)
- 1926 - Giacomo Calabria, magistrato e politico italiano (n. 1841)
- 1927 - Giuseppe Bagnera, matematico italiano (n. 1865)
- 1927 - Louise Catherine Breslau, pittrice tedesca (n. 1856)
- 1927 - Guido von Call zu Rosenburg und Kulmbach, politico, diplomatico e nobile austriaco (n. 1849)
- 1929 - Alessandro De Bosdari, diplomatico italiano (n. 1867)
- 1930 - Iso Mutsu, scrittrice britannica (n. 1867)
- 1930 - Jules Pams, avvocato e politico francese (n. 1852)
- 1930 - Nicola Perscheid, fotografo tedesco (n. 1864)
- 1930 - Sultan Jahan, principessa indiano (n. 1858)
- 1930 - Pieter Jelles Troelstra, politico olandese (n. 1860)
- 1931 - Otto Küstner, ginecologo tedesco (n. 1849)
- 1931 - Eugène Ysaÿe, compositore e violinista belga (n. 1858)
- 1932 - Maurice de Féraudy, attore, commediografo e regista francese (n. 1859)
- 1932 - Corrado Rizzone Tedeschi, politico italiano (n. 1843)
- 1932 - Mario Trozzi, politico e sindacalista italiano (n. 1887)
- 1933 - Virgilia D'Andrea, anarchica e poetessa italiana (n. 1888)
- 1933 - Gyula Krúdy, scrittore ungherese (n. 1878)
- 1935 - Józef Piłsudski, rivoluzionario, generale e politico polacco (n. 1867)
- 1936 - Hu Hanmin, politico cinese (n. 1879)
- 1936 - Giovanni Lanzalone, poeta, critico letterario e scrittore italiano (n. 1852)
- 1936 - Louis Camille Maillard, chimico e medico francese (n. 1878)
- 1937 - Carl Emil Pettersson, marinaio svedese (n. 1875)
- 1937 - Samuel Alexander Kinnier Wilson, neurologo britannico (n. 1878)
- 1937 - Jorge de Paiva, schermidore portoghese (n. 1887)
- 1938 - Luigi Rava, giurista e politico italiano (n. 1860)
- 1939 - David Harrel, poliziotto irlandese (n. 1841)
- 1940 - Michel D'Hooghe, ciclista su strada belga (n. 1912)
- 1940 - Stefan Walczykiewicz, vescovo cattolico polacco (n. 1886)
- 1941 - Louis Coolsaet, ciclista su strada francese (n. 1884)
- 1941 - James Gordon, attore e regista statunitense (n. 1871)
- 1941 - Charles Howard, XX conte di Suffolk, nobile e militare britannico (n. 1906)
- 1941 - Egisto Lilli, militare italiano (n. 1895)
- 1941 - Gustavo Roccella, militare italiano (n. 1909)
- 1941 - Ruth Stonehouse, attrice, regista e sceneggiatrice statunitense (n. 1892)
- 1942 - Tancrède Bastet, pittore francese (n. 1858)
- 1942 - Raymond Lee Ditmars, erpetologo e zoologo statunitense (n. 1876)
- 1943 - Albert Stoessel, compositore, violinista e direttore d'orchestra statunitense (n. 1894)
- 1943 - Szmul Zygielbojm, politico e giornalista polacco (n. 1895)
- 1944 - Giovanni Battista Antonelli, ingegnere e economista italiano (n. 1858)
- 1944 - Harold Lowe, marinaio britannico (n. 1882)
- 1944 - Henrik Nádler, calciatore ungherese (n. 1901)
- 1944 - Arthur Quiller-Couch, scrittore, critico letterario e poeta britannico (n. 1863)
- 1945 - Giuseppe Enzo Baglioni, incisore e ingegnere italiano (n. 1884)
- 1945 - Martin Hammitzsch, architetto e politico tedesco (n. 1878)
- 1945 - Pancrazio Pfeiffer, presbitero tedesco (n. 1872)
- 1945 - Richard Thomalla, militare e ingegnere tedesco (n. 1903)
- 1945 - Carolina Maria d'Asburgo-Lorena, nobile austriaca (n. 1869)
- 1946 - Alceo Pastore, imprenditore italiano (n. 1858)
- 1946 - Leopold Socha, polacco (n. 1909)
- 1947 - Cyril Deverell, generale britannico (n. 1874)
- 1948 - Dante Cappelli, attore e regista italiano (n. 1866)
- 1948 - Gaetano Luporini, compositore e docente italiano (n. 1865)
- 1949 - Walter Berg, calciatore tedesco (n. 1916)
- 1949 - Jules-Cyrille Cavé, pittore francese (n. 1859)
- 1949 - Nino Ronco, ingegnere e politico italiano (n. 1863)
- 1950 - Charles Kemper, attore statunitense (n. 1900)
- 1951 - Vasilij Vanin, attore sovietico (n. 1898)
- 1951 - Egon von Waldstätten, militare e storico austriaco (n. 1875)
- 1952 - Elia Antonio Liut, militare e aviatore italiano (n. 1894)
- 1953 - Joseph Dilg, lottatore statunitense (n. 1878)
- 1953 - Umberto Rossi Vezzani, pittore italiano (n. 1897)
- 1956 - Louis Calhern, attore statunitense (n. 1895)
- 1956 - Bobby McNeal, calciatore inglese (n. 1891)
- 1956 - William Moore, mezzofondista britannico (n. 1890)
- 1956 - Paolino Tribbioli, vescovo cattolico italiano (n. 1868)
- 1957 - Alfonso de Portago, pilota automobilistico e bobbista spagnolo (n. 1928)
- 1957 - Guillermo Saavedra, calciatore cileno (n. 1903)
- 1957 - Stefan I di Bulgaria, vescovo ortodosso e teologo bulgaro (n. 1878)
- 1957 - Erich von Stroheim, attore, regista e sceneggiatore austriaco (n. 1885)
- 1958 - Giovanni Mauro, dirigente sportivo e arbitro di calcio italiano (n. 1888)
- 1958 - Paul Reinecke, archeologo tedesco (n. 1872)
- 1958 - Irma Sèthe, violinista e pedagoga belga (n. 1876)
- 1960 - Cecil Armstrong Gibbs, compositore inglese (n. 1889)
- 1961 - Tony Bettenhausen, pilota automobilistico statunitense (n. 1916)
- 1961 - Vincenz Müller, generale e politico tedesco (n. 1894)
- 1962 - Dick Calkins, fumettista statunitense (n. 1895)
- 1962 - Giulio Cotronei, biologo italiano (n. 1885)
- 1962 - Pedro Pablo Ramírez, generale e politico argentino (n. 1884)
- 1963 - Bobby Kerr, velocista e dirigente sportivo canadese (n. 1882)
- 1963 - Natasha Lytess, attrice tedesca (n. 1913)
- 1963 - Ernst Marischka, regista, sceneggiatore e produttore cinematografico austriaco (n. 1893)
- 1963 - Edward Tritschler, ginnasta e multiplista statunitense (n. 1885)
- 1964 - Honoré Barthélémy, ciclista su strada, pistard e ciclocrossista francese (n. 1891)
- 1964 - Hubert Menten, calciatore e bobbista olandese (n. 1873)
- 1965 - Vincenzo Di Nanna, ingegnere e politico italiano (n. 1896)
- 1965 - Pic Günthardt, calciatore svizzero (n. 1885)
- 1965 - Carlos Scarone, calciatore uruguaiano (n. 1888)
- 1965 - Roger Vailland, giornalista e scrittore francese (n. 1907)
- 1966 - Anna Langfus, scrittrice e drammaturga polacca (n. 1920)
- 1966 - Felix Steiner, generale tedesco (n. 1896)
- 1967 - Simone Cerdan, attrice e cantante francese (n. 1897)
- 1967 - John Masefield, poeta e scrittore inglese (n. 1878)
- 1967 - Vincenzo Savini, politico italiano (n. 1893)
- 1967 - Willi Winkler, calciatore tedesco (n. 1903)
- 1968 - Masa Perttilä, lottatore finlandese (n. 1896)
- 1969 - Martin Lamble, batterista inglese (n. 1949)
- 1970 - Władysław Anders, generale e politico polacco (n. 1892)
- 1970 - Lau Lauritzen, attore, regista e sceneggiatore danese (n. 1910)
- 1970 - Nelly Sachs, poetessa e scrittrice tedesca (n. 1891)
- 1970 - Donald Thomson, antropologo e ornitologo australiano (n. 1901)
- 1970 - Alois Wotawa, compositore di scacchi austriaco (n. 1896)
- 1971 - Gianbattista Gilli, ciclista su strada italiano (n. 1896)
- 1971 - Heinie Manush, giocatore di baseball statunitense (n. 1901)
- 1972 - Lionel Penrose, psichiatra e genetista britannico (n. 1898)
- 1972 - Arkadij Aleksandrovič Plastov, pittore e incisore russo (n. 1893)
- 1973 - George Ashmore, calciatore inglese (n. 1898)
- 1973 - Monika Ertl, attivista e politica tedesca (n. 1937)
- 1973 - Frances Marion, sceneggiatrice, regista e giornalista statunitense (n. 1888)
- 1973 - Art Pollard, pilota automobilistico statunitense (n. 1927)
- 1973 - Edith Tudor-Hart, fotografa britannica (n. 1908)
- 1974 - Pietro Abbo, politico e partigiano italiano (n. 1884)
- 1974 - Giuseppe Alberti, politico italiano (n. 1902)
- 1974 - Tony Costa, serial killer statunitense (n. 1944)
- 1974 - Irene Giblin, pianista e compositrice statunitense (n. 1888)
- 1974 - Wayne Maki, hockeista su ghiaccio canadese (n. 1944)
- 1975 - Göte Andersson, pallanuotista svedese (n. 1909)
- 1975 - Clifford Durr, avvocato e attivista statunitense (n. 1899)
- 1976 - Rudolf Kempe, direttore d'orchestra tedesco (n. 1910)
- 1976 - Keith Relf, cantante, chitarrista e armonicista britannico (n. 1943)
- 1977 - Robert Moore Williams, scrittore e autore di fantascienza statunitense (n. 1907)
- 1978 - Robert Coogan, attore statunitense (n. 1924)
- 1978 - Vasili Merkuryev, attore sovietico (n. 1904)
- 1979 - Pietro Gallinotti, liutaio italiano (n. 1885)
- 1979 - Mirko Manzotti, medico, politico e funzionario italiano (n. 1909)
- 1979 - Leonardantonio Sforza, politico italiano (n. 1899)
- 1980 - Alfredo Albanese, poliziotto italiano (n. 1947)
- 1980 - Edouard Bovy, calciatore svizzero (n. 1904)
- 1980 - Sergio Nannini, politico e agronomo italiano (n. 1906)
- 1980 - Bette Nesmith Graham, imprenditrice statunitense (n. 1924)
- 1980 - Lillian Roth, cantante e attrice statunitense (n. 1910)
- 1981 - Francis Hughes, attivista e rivoluzionario irlandese (n. 1956)
- 1981 - Arturo Carlo Jemolo, giurista e storico italiano (n. 1891)
- 1981 - Benjamin Henry Sheares, politico singaporiano (n. 1907)
- 1981 - David Wechsler, psicologo rumeno (n. 1896)
- 1982 - Natalia Attardi Donini, scrittrice italiana (n. 1897)
- 1982 - Vadim Dmitrievič Gauzner, regista sovietico (n. 1933)
- 1982 - Carmine Rocco, arcivescovo cattolico italiano (n. 1912)
- 1983 - Olle Ohlson, pallanuotista svedese (n. 1921)
- 1984 - Matías González, calciatore uruguaiano (n. 1925)
- 1984 - Jaroslav Kučera, calciatore cecoslovacco (n. 1905)
- 1984 - Doris May, attrice statunitense (n. 1902)
- 1984 - Hellmuth Mäder, generale tedesco (n. 1908)
- 1985 - Jean Dubuffet, pittore, scultore e scrittore francese (n. 1901)
- 1986 - Elisabeth Bergner, attrice tedesca (n. 1897)
- 1986 - Alicia Moreau de Justo, medica, politica e pacifista britannica (n. 1885)
- 1986 - Alessandro Torlonia, nobile italiano (n. 1911)
- 1987 - Luigi Carpentieri, produttore cinematografico italiano (n. 1920)
- 1987 - Victor Feldman, vibrafonista, batterista e pianista britannico (n. 1934)
- 1987 - Giancarlo Marinelli, cestista e allenatore di pallacanestro italiano (n. 1915)
- 1987 - Delos Thurber, altista statunitense (n. 1916)
- 1987 - Robert Trimboli, mafioso e imprenditore australiano (n. 1931)
- 1988 - Paul Osborn, drammaturgo e sceneggiatore statunitense (n. 1901)
- 1989 - Esteban de Jesús, pugile portoricano (n. 1951)
- 1990 - Bill Bufalino, avvocato statunitense (n. 1918)
- 1990 - Andrej Pavlovič Kirilenko, politico sovietico (n. 1906)
- 1990 - Roberto Marin, ingegnere italiano (n. 1894)
- 1990 - Vladimir Šabrov, calciatore sovietico (n. 1930)
- 1992 - Nikos Gatsos, poeta, traduttore e paroliere greco (n. 1911)
- 1992 - Jacqueline Maillan, attrice francese (n. 1923)
- 1992 - Bob Mizer, fotografo e regista statunitense (n. 1922)
- 1992 - Lenny Montana, wrestler, attore e mafioso statunitense (n. 1926)
- 1992 - Robert Reed, attore statunitense (n. 1932)
- 1992 - Paul Sokody, cestista statunitense (n. 1914)
- 1993 - Stanisław Baran, calciatore polacco (n. 1920)
- 1993 - Zeno Colò, sciatore alpino e sciatore di velocità italiano (n. 1920)
- 1993 - Evert Dolman, ciclista su strada olandese (n. 1946)
- 1993 - Ulf Palme, attore svedese (n. 1920)
- 1993 - Ferdinando Storchi, politico e sindacalista italiano (n. 1910)
- 1994 - Erik Erikson, psicologo e psicoanalista tedesco (n. 1902)
- 1994 - Ralph Miliband, sociologo britannico (n. 1924)
- 1994 - Roy J. Plunkett, chimico statunitense (n. 1910)
- 1994 - John Smith, politico britannico (n. 1938)
- 1995 - Reza Abdoh, regista teatrale e drammaturgo iraniano (n. 1963)
- 1995 - Giorgio Belladonna, giocatore di bridge italiano (n. 1923)
- 1995 - Ștefan Kovács, allenatore di calcio e calciatore rumeno (n. 1920)
- 1995 - Arthur Lubin, regista, produttore cinematografico e attore statunitense (n. 1898)
- 1995 - Mia Martini, cantautrice e musicista italiana (n. 1947)
- 1995 - Adolfo Pedernera, allenatore di calcio e calciatore argentino (n. 1918)
- 1995 - Maria Teresa Riedl, tennista italiana (n. 1937)
- 1996 - Mohamed Abdel Rahman, schermidore egiziano (n. 1915)
- 1996 - Oscar Pelosi, pittore e incisore italiano (n. 1938)
- 1997 - Einar Gundersen, calciatore norvegese (n. 1915)
- 1997 - Hendrikus Plenter, calciatore olandese (n. 1913)
- 1997 - Achille Salerni, avvocato e politico italiano (n. 1899)
- 1997 - Henri Thomasson, scrittore e mistico francese (n. 1910)
- 1998 - Hermann Lenz, scrittore tedesco (n. 1913)
- 1999 - Penny Santon, attrice statunitense (n. 1916)
- 1999 - Saul Steinberg, disegnatore e illustratore rumeno (n. 1914)
- 2000 - Adelaida Avagyan, igienista armena (n. 1924)
- 2000 - Luigi Giusso, politico italiano (n. 1932)
- 2000 - Adam Petty, pilota automobilistico statunitense (n. 1980)

## XXI secolo(127)
- 2001 - John Cliff, attore statunitense (n. 1918)
- 2001 - Perry Como, cantante, showman e attore statunitense (n. 1912)
- 2001 - Didi, calciatore e allenatore di calcio brasiliano (n. 1928)
- 2001 - Gianfranco Ferroni, pittore italiano (n. 1927)
- 2001 - Mel Payton, cestista e allenatore di pallacanestro statunitense (n. 1926)
- 2001 - Aleksej Andreevič Tupolev, ingegnere aeronautico sovietico (n. 1925)
- 2001 - Corissa Yasen, cestista e multiplista statunitense (n. 1973)
- 2002 - Gabrio Avanzati, politico italiano (n. 1946)
- 2002 - Giuseppe Maras, militare e partigiano italiano (n. 1922)
- 2002 - Vencislav Slavov, cestista bulgaro (n. 1963)
- 2002 - Paolo Tilche, architetto, designer e conduttore televisivo italiano (n. 1925)
- 2003 - Guido Giannettini, giornalista, agente segreto e attivista italiano (n. 1930)
- 2004 - Álvaro Cardoso, calciatore e allenatore di calcio portoghese (n. 1914)
- 2004 - Franco Franchi, avvocato e politico italiano (n. 1928)
- 2004 - Dave Piontek, cestista statunitense (n. 1934)
- 2005 - Juzė Jazbutienė, cestista e velocista lituana (n. 1908)
- 2005 - Martin Lings, orientalista britannico (n. 1909)
- 2005 - Monica Zetterlund, cantante e attrice svedese (n. 1937)
- 2005 - Ladislau Șimon, lottatore rumeno (n. 1951)
- 2006 - Miguel Fisac, architetto, urbanista e pittore spagnolo (n. 1913)
- 2006 - Valentina Kovpan, arciera sovietica (n. 1950)
- 2006 - Hussein Mazzek, politico libico (n. 1918)
- 2007 - Dadullah Akhund, militare e politico afghano (n. 1966)
- 2007 - Teddy Infuhr, attore statunitense (n. 1936)
- 2007 - Edy Vásquez, calciatore honduregno (n. 1983)
- 2007 - Malika al-Fassi, scrittrice marocchina (n. 1919)
- 2008 - Finn Haunstoft, canoista danese (n. 1928)
- 2008 - Marjanne Kweksilber, soprano olandese (n. 1944)
- 2008 - Robert Rauschenberg, artista e pittore statunitense (n. 1925)
- 2008 - Irena Sendler, infermiera polacca (n. 1910)
- 2008 - Claudio Undari, attore italiano (n. 1935)
- 2009 - Roger Planchon, regista e drammaturgo francese (n. 1931)
- 2010 - Ugo Buzzelli, poeta italiano (n. 1923)
- 2010 - Dario Colombi, bobbista italiano (n. 1929)
- 2010 - Antonio Ozores, attore e regista spagnolo (n. 1928)
- 2010 - Mel Perry, giocatore di curling canadese (n. 1935)
- 2010 - Massimo Sarchielli, attore cinematografico e mimo italiano (n. 1931)
- 2011 - Harrison Chongo, calciatore zambiano (n. 1969)
- 2011 - Miyu Uehara, modella e personaggio televisivo giapponese (n. 1987)
- 2011 - Charles F. Haas, regista statunitense (n. 1913)
- 2011 - Sigfrido Leschiutta, ingegnere elettrotecnico italiano (n. 1933)
- 2012 - Kurt Borkenhagen, calciatore tedesco (n. 1919)
- 2012 - Ruth Foster, attrice statunitense (n. 1920)
- 2012 - Justo Gilberto, calciatore e allenatore di calcio spagnolo (n. 1942)
- 2012 - Tor Marius Gromstad, calciatore norvegese (n. 1989)
- 2012 - Eddy Paape, fumettista belga (n. 1920)
- 2013 - Judit Ágoston-Mendelényi, schermitrice ungherese (n. 1937)
- 2013 - Samuel Aguilar, calciatore paraguaiano (n. 1933)
- 2013 - Federico Piran, rugbista a 15 e allenatore di rugby a 15 italiano (n. 1956)
- 2013 - Francesco Renda, storico e politico italiano (n. 1922)
- 2014 - Ferruccio Bimbi, calciatore italiano (n. 1933)
- 2014 - Cornell Borchers, attrice tedesca (n. 1925)
- 2014 - Marco Cé, cardinale e patriarca cattolico italiano (n. 1925)
- 2014 - Ernie Chataway, chitarrista, cantante e compositore britannico (n. 1952)
- 2014 - Jacinto Convit, medico venezuelano (n. 1913)
- 2014 - H. R. Giger, pittore, designer e scultore svizzero (n. 1940)
- 2014 - Aurelio Gonzato, pittore svizzero (n. 1914)
- 2014 - Camille Lepage, fotoreporter francese (n. 1988)
- 2014 - Pál Orosz, calciatore e allenatore di calcio ungherese (n. 1934)
- 2015 - Cecil Jones Attuquayefio, allenatore di calcio e calciatore ghanese (n. 1944)
- 2015 - Enrique Cojuangco, politico e imprenditore filippino (n. 1941)
- 2015 - John Compton, attore statunitense (n. 1923)
- 2015 - Bill Guthridge, allenatore di pallacanestro statunitense (n. 1937)
- 2015 - Walter Marchetti, compositore italiano (n. 1931)
- 2015 - Errico Ortese, politico italiano (n. 1929)
- 2016 - Alessandro Karađorđević, principe serbo (n. 1924)
- 2016 - Bohumil Kubát, lottatore cecoslovacco (n. 1935)
- 2016 - Julius La Rosa, musicista e cantante statunitense (n. 1930)
- 2016 - Del Latta, politico statunitense (n. 1920)
- 2016 - Giuseppe Maiani, antifascista, partigiano e politico sammarinese (n. 1924)
- 2016 - Tapio Mäkelä, fondista e dirigente sportivo finlandese (n. 1926)
- 2016 - Božidar Matić, politico bosniaco (n. 1937)
- 2016 - Giovanni Migliorati, vescovo cattolico e missionario italiano (n. 1942)
- 2016 - Susannah Mushatt Jones, supercentenaria statunitense (n. 1899)
- 2016 - Georges Sesia, calciatore francese (n. 1924)
- 2017 - Luigi Bertossi, calciatore italiano (n. 1936)
- 2017 - Antonio Candido, poeta, saggista e critico letterario brasiliano (n. 1918)
- 2017 - Mauno Koivisto, economista e politico finlandese (n. 1923)
- 2017 - Yale Lary, giocatore di football americano statunitense (n. 1930)
- 2017 - Amotz Zahavi, biologo e zoologo israeliano (n. 1928)
- 2018 - Will Alsop, architetto inglese (n. 1947)
- 2018 - Tessa Jowell, politica inglese (n. 1947)
- 2018 - Chuck Knox, allenatore di football americano statunitense (n. 1932)
- 2018 - Antonio Mercero, regista e sceneggiatore spagnolo (n. 1936)
- 2018 - Dennis Nilsen, serial killer britannico (n. 1945)
- 2018 - Giulio Pantoli, partigiano italiano (n. 1922)
- 2019 - Leonard L. Bailey, chirurgo statunitense (n. 1942)
- 2019 - Giampiero Boneschi, direttore d'orchestra, compositore e arrangiatore italiano (n. 1927)
- 2019 - Klara Guseva, pattinatrice di velocità su ghiaccio sovietica (n. 1937)
- 2019 - Machiko Kyō, attrice giapponese (n. 1924)
- 2019 - Viktor Manakov, pistard russo (n. 1960)
- 2019 - Nasrallah Pierre Sfeir, cardinale e patriarca cattolico libanese (n. 1920)
- 2019 - Alan Skirton, calciatore inglese (n. 1939)
- 2019 - José Terrón, attore spagnolo (n. 1939)
- 2020 - Felice Cece, arcivescovo cattolico italiano (n. 1936)
- 2020 - Renato Corti, cardinale e vescovo cattolico italiano (n. 1936)
- 2020 - Sisavath Keobounphanh, politico laotiano (n. 1928)
- 2020 - Astrid Kirchherr, fotografa e artista tedesca (n. 1938)
- 2020 - Michel Piccoli, attore, regista e sceneggiatore francese (n. 1925)
- 2020 - Philippe Redon, calciatore e allenatore di calcio francese (n. 1950)
- 2020 - Giulio Savelli, editore e politico italiano (n. 1941)
- 2020 - Edin Sprečo, calciatore jugoslavo (n. 1947)
- 2020 - Aimee Stephens, funzionaria statunitense (n. 1960)
- 2021 - Leonid Bogdanov, schermidore sovietico (n. 1927)
- 2021 - Seamus Deane, scrittore britannico (n. 1940)
- 2021 - Jiří Feureisl, calciatore cecoslovacco (n. 1931)
- 2021 - Luigi Panigazzi, politico e partigiano italiano (n. 1925)
- 2021 - Arturo Testa, baritono italiano (n. 1932)
- 2022 - Haleh Afshar, politica, docente e giornalista britannica (n. 1944)
- 2022 - Gino Cappelletti, giocatore di football americano statunitense (n. 1934)
- 2022 - Paul Makler, schermidore statunitense (n. 1920)
- 2022 - Francesco Nucara, politico italiano (n. 1940)
- 2022 - Giorgio Pasetto, politico italiano (n. 1941)
- 2023 - Alfonso Buonocore, nuotatore e pallanuotista italiano (n. 1933)
- 2023 - Owen Davidson, tennista australiano (n. 1943)
- 2023 - Bernard Membe, politico tanzaniano (n. 1953)
- 2024 - Amália Barros, giornalista, politica e attivista brasiliana (n. 1985)
- 2024 - Mark Damon, attore e produttore cinematografico statunitense (n. 1933)
- 2024 - Silvano Flaborea, calciatore e allenatore di calcio italiano (n. 1938)
- 2024 - Renato Grignaschi, fotografo italiano (n. 1943)
- 2024 - Franca Nuti, attrice e insegnante italiana (n. 1929)
- 2024 - Paulo César Peréio, attore e doppiatore brasiliano (n. 1940)
- 2024 - David Sanborn, sassofonista, conduttore televisivo e conduttore radiofonico statunitense (n. 1945)
- 2025 - Colin Booth, calciatore inglese (n. 1934)
- 2025 - Vlastimil Hort, scacchista cecoslovacco (n. 1944)
- 2025 - Alla Evgen'evna Osipenko, ballerina sovietica (n. 1932)
- 2025 - Lorna Raver, attrice statunitense (n. 1943)

## Senza anno specificato(1)
- Gemma di Goriano Sicoli, religiosa e santa italiana